# خربة سلامة
خربة سلامة قرية سوريّة تتبع إداريّاً لمحافظة حلب منطقة منبج ناحية خفسة، بلغ تعداد سكانها (500) نسمة حسب التعداد السكاني لعام 2019.